# Jhonatan Narváez
Jhonatan Manuel Narváez Prado (* 4. März 1997 in El Playón de San Francisco) ist ein ecuadorianischer Radrennfahrer.

## Sportlicher Werdegang
Jhonatan Narváez wuchs im selben Ort auf wie sein späterer Radsportkollege Jefferson Cepeda. 2014 und 2015 gewann er Medaillen bei Panamerikameisterschaften der Junioren, 2016 wurde er panamerikanischer U23-Vizemeister im Straßenrennen. Ebenfalls 2015 stellte er bei den Panamerikameisterschaften am 15. April mit 3:13,309 Minuten einen neuen Junioren-Weltrekord in der 3000-Meter-Einerverfolgung auf der Bahn auf und holte in dieser Disziplin wie im Punktefahren den Titel.
Im Jahr 2016 erhielt Jhonatan Narváez einen Vertrag bei der tschechischen Klein Constantia Mannschaft, die als Farmteam des UCI WorldTeams Etixx-Quick Step fungierte. Als Gesamtfünfter gewann er die Bergwertung der Tour de Savoie Mont-Blanc, ehe er für die ecuadorianische Nationalmannschaft bei der Tour de l’Avenir an den Start ging, die er als 42. beendete. Im Jahr 2017 wechselte Narváez zum UCI Continental Team Axeon Hagens Berman und gewann mit dem Circuit des Ardennes sein erstes Etappenrennen. Bei der Tour of the Gila und der Colorado Classic gewann er jeweils die Nachwuchswertung, wobei er bei ersterer seinen ersten Etappensieg feierte. Am Ende des Jahres wurde er mit 20 Jahren ecuadorianischer Meister im Straßenrennen.

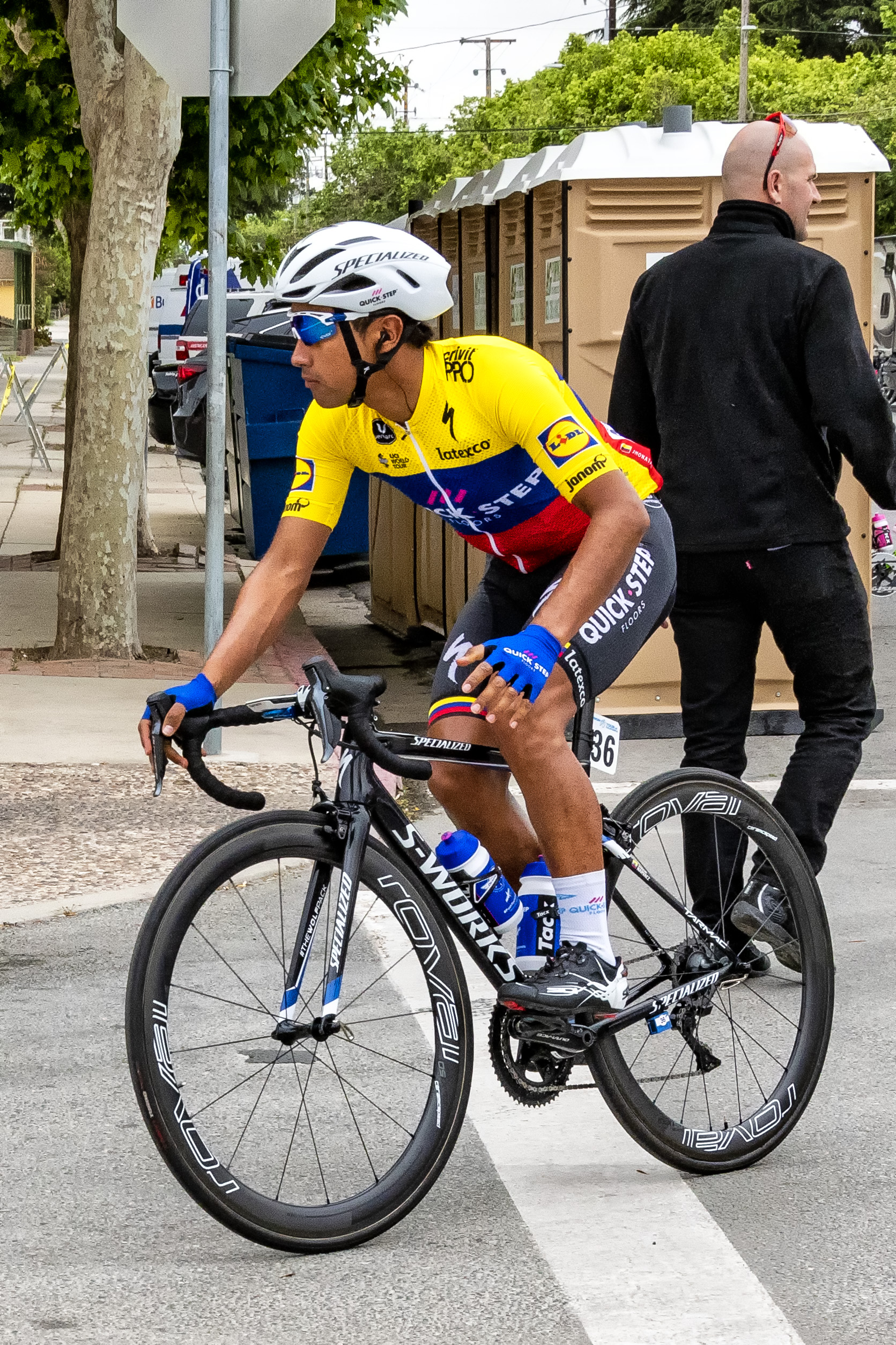
Jhonatan Narváez im Trikot des ecuadorianischen Meisters

Für die Saison 2018 wechselte er zum UCI WorldTeam Quick-Step Floors, mit dem er den Mannschaftswettbewerb der Hammer Sportzone Limburg und ein Mannschaftszeitfahren des Adriatica Ionica Race gewann. Weiters zeigte er zu Beginn der Saison mit dem 10. Gesamtrang bei der Colombia Oro y Paz und dem zweiten Platz bei der Drôme Classic auf. Am Ende des Jahres wurde er Gesamtfünfter der Tour de Wallonie und bestritt in Innsbruck seine ersten Straßenradsport-Weltmeisterschaften in der Elite-Klasse, wo er das Ziel jedoch nicht erreichte.
Nach nur einem Jahr bei Quick-Step Floors wechselte Jhonatan Narváez zum Team Sky, das später unter dem Namen Team Ineos bzw. Ineos Grenadiers fuhr. In der Saison 2019 verhalf er Egan Bernal zu dessen Gesamtsieg bei Paris–Nizza, bevor er beim Giro d’Italia 2019 sein Grand-Tour-Debüt gab. Im Jahr 2020 sicherte er sich die Nachwuchswertung der Tour de Wallonie, ehe er die Settimana Internazionale Coppi e Bartali gewann. Weiters feierte er bei dem italienischen Etappenrennen einen Tagessieg und setzte sich in der Nachwuchs- und Punktewertung durch. Sein bis dato größter Erfolg folgte wenige Wochen später, als er als Solist die 12. Etappe des Giro d’Italia gewann. Im Jahr 2021 ging Narváez vermehrt bei den belgischen Frühjahresklassikern an den Start, bevor er Teil des Teams um Egan Bernal war, der den Giro d’Italia 2021 gewann. Bei den Olympischen Spielen von Tokio vertrat er die ecuadorianische Nationalmannschaft gemeinsam mit seinem Teamkollegen Richard Carapaz, der das Straßenrennen gewann. Die Vuelta a España 2021 gab Narváez am Ende der Saison auf der 15. Etappe auf. Im Jahr 2022 fuhr Jhonatan Narváez seine besten Resultate bei Eintagesrennen ein und zeigte mit zwei sechsten Plätzen bei der Strade Bianche und dem E3 Harelbeke auf. Mit Platz 42 fuhr er zudem beim Giro d’Italia 2022 seine bis dato beste Grand Tour-Platzierung ein. Am Ende der Saison verpasste er im Sprint als Vierter nur knapp das Podium der BEMER Cyclassics.
Im Jahr 2023 ging Jhonatan Narváez erneut bei den Frühjahresklassikern an den Start, ehe er drei Etappen, die Punktewertung und die Gesamtwertung der Österreich-Rundfahrt gewann. Beim Straßenrennen der Weltmeisterschaften spielte er unfreiwillig eine mitentscheidende Rolle, als er in einer Kurve wegrutschte und so 30 Kilometer vor dem Ziel die Spaltung der Spitzengruppe verursachte. Am Ende der Saison siegte er beim Straßenrennen der Panamerikaspielen.
Im Jahr 2024 triumphierte Narváez zu Saisonbeginn beim Down Under Classic, einem Kriterium das im Vorfeld der Tour Down Under ausgetragen wurde, die er als Gesamtzweiter beendete. Kurz darauf wurde er zum zweiten Mal ecuadorianischer Meister im Straßenrennen. Beim Giro d’Italia 2024 setzte er sich auf der 1. Etappe im Dreiersprint vor Maximilian Schachmann und Tadej Pogačar durch und schlüpfte so erstmals in die Maglia Rosa. Bereits auf der 2. Etappe musste er diese an den späteren Gesamtsieger Tadej Pogačar abgeben, fuhr jedoch mit Gesamtrang 28 sein bislang bestes Ergebnis bei einer Grand Tour ein. Der ecuadorianische Verband bestimmt ihn zu Ecuadors Vertreter im olympische Straßenrennen 2024, zum Leidwesen des Titelverteidigers Richard Carapaz. Er beendete dieses Rennen auf dem 45. Platz.
Nach fünf Jahren bei den Ineos Grenadiers unterschrieb Jhonatan Narváez einen Zweijahresvertrag beim UAE Team Emirates-XRG. Bei der Tour Down Under 2025 übernahm er mit einem Etappensieg am Willunga Hill die Führung in der Gesamtwertung. Einen Tag später sicherte er sich den Gesamtsieg und war somit erstmals bei einer Rundfahrt der UCI WorldTour erfolgreich. Anfang Februar wurde er zum zweiten Mal nationaler Meister im Straßenrennen.

## Erfolge

### Straße
2014
- Junioren-Panamerikameisterschaft – Straßenrennen

2015
- Junioren-Panamerikameisterschaft – Straßenrennen
- Junioren-Panamerikameisterschaft – Einzelzeitfahren

2016
- Bergwertung Tour de Savoie Mont-Blanc
- U23-Panamerikameisterschaft – Straßenrennen

2017
- Ecuadorianischer Meister – Straßenrennen
- eine Etappe und Nachwuchswertung Tour of the Gila
- Gesamt- und Nachwuchswertung Circuit des Ardennes
- Nachwuchswertung Colorado Classic

2018
- Hammer Sportzone Limburg
- Mannschaftszeitfahren Adriatica Ionica Race

2020
- Gesamtwertung, eine Etappe, Punkte- und Nachwuchswertung Settimana Internazionale Coppi e Bartali
- Nachwuchswertung Tour de Wallonie
- eine Etappe Giro d’Italia

2023
- Gesamt- und Punktewertung, drei Etappen Österreich-Rundfahrt
- Panamerikaspielesieger – Straßenrennen

2024
- Down Under Classic
- Ecuadorianischer Meister – Straßenrennen
- eine Etappe Giro d’Italia

2025
- Gesamtwertung und eine Etappe Tour Down Under
- Ecuadorianischer Meister – Straßenrennen

### Bahn
2015
- Junioren-Panamerikameister – Punktefahren, Einerverfolgung

## Grand Tour-Platzierungen
| Grand Tour            | 2019 | 2020 | 2021 | 2022 | 2023 | 2024 | 2025 |
| --------------------- | ---- | ---- | ---- | ---- | ---- | ---- | ---- |
| Giro d’ItaliaGiro     | 80   | DNF  | 49   | 42   | –    | 28   | –    |
| Tour de FranceTour    | –    | –    | –    | –    | –    | –    | 13   |
| Vuelta a EspañaVuelta | –    | –    | DNF  | –    | –    | 50   |      |